# Combat de Gourma-Rharous (2015)
Pour les articles homonymes, voir Combat de Gourma-Rharous.
Guerre du Mali
Batailles
Le combat de Gourma-Rharous a lieu pendant la guerre du Mali. Le 3 août 2015, des djihadistes attaquent une caserne malienne à Gourma-Rharous.

## Déroulement
À l'aube du 3 août 2015, vers 5 heures du matin, un groupe de djihadistes attaque un poste de la Garde nationale malienne à Gourma-Rharous,. L'agence Xinhua rapporte que selon un responsable d'une radio locale, les assaillants « habillés en noir, sont venus à bord d'un véhicule et de deux motos, avec un drapeau noir, et scandaient Allahu akbar ». Les djihadistes brûlent un véhicule de l'armée puis repartent avec un autre qui sera également brûlé après être tombé en panne en cours de route. L'armée malienne envoie ensuite des renforts à Gourma-Rharous. L'attaque est revendiquée le jour même par Al-Qaïda au Maghreb islamique.

## Pertes
Quelques heures après l'attaque, deux sources militaires affirment à l'AFP que le bilan est de dix morts et deux blessés du côté de l'armée. Finalement dans la soirée, le gouvernement malien déclare que le bilan est de onze gardes tués et un blessé,.

## Suites
Trois jours plus tard, l'armée malienne affirme avoir arrêté cinq suspects près de Gourma-Rharous,.